# Athleta Christi
Der Ehrentitel Athleta Christi (lateinisch für Kämpfer Christi) wurde im 15. Jahrhundert von den Päpsten an Personen verliehen, die sich besonders um die militärische Verteidigung des Christentums gegen das Osmanische Reich verdient gemacht hatten. Der Rückgriff auf den altgriechischen Begriff des Athleten steht wahrscheinlich im Zusammenhang mit der Antike-Begeisterung in der Epoche der Renaissance. Zu den Ausgezeichneten zählen:
- Skanderbeg, albanischer Fürst der Kastrioten[2][3]
- Johann Hunyadi, ungarischer Heerführer
- Ștefan cel Mare, Fürst der Moldau.[4]

Auch Gemeinschaften wurden mit dem Titel angesprochen, so etwa der Johanniterorden.